# Episodi di Step Up: High Water (prima stagione)
La prima stagione della serie televisiva Step Up: High Water, composta da 10 episodi, è stata interamente pubblicata su YouTube Premium il 31 gennaio 2018.
In Italia, la stagione è stata distribuita interamente in streaming in inglese e senza sottotitoli il 18 giugno 2018 da YouTube Premium.
| n° | Titolo          | Pubblicazione USA | Prima TV Italia |
| -- | --------------- | ----------------- | --------------- |
| 1  | Pilot           | 31 gennaio 2018   | 18 giugno 2018  |
| 2  | Solo            | 31 gennaio 2018   | 18 giugno 2018  |
| 3  | The Running Man | 31 gennaio 2018   | 18 giugno 2018  |
| 4  | Shuffle         | 31 gennaio 2018   | 18 giugno 2018  |
| 5  | 5.6.7.8         | 31 gennaio 2018   | 18 giugno 2018  |
| 6  | Duets           | 31 gennaio 2018   | 18 giugno 2018  |
| 7  | Dance Craze     | 31 gennaio 2018   | 18 giugno 2018  |
| 8  | Ensemble        | 31 gennaio 2018   | 18 giugno 2018  |
| 9  | Choreography    | 31 gennaio 2018   | 18 giugno 2018  |
| 10 | Two-Step        | 31 gennaio 2018   | 18 giugno 2018  |